# 電気化学的二元論
電気化学的二元論（でんきかがくてきにげんろん、英: Electrochemical dualism）とは、すべての物質が正の電気を持つ部分と負の電気を持つ部分が結びついてできているという化学結合に関する理論のことである。
ハンフリー・デービーがこの説を最初に唱え、イェンス・ベルセリウスがそれを一大理論として集大成させた。
現在でいうイオン結合の考え方の嚆矢といえる理論である。
理論が提唱されていた当時に研究されていた物質の多くは単純な無機化合物であり、この考え方をうまく適用することができた。
しかし理論提唱後の有機化学の発展により、多くの有機化合物とその化学反応が知られるようになると、この考え方と矛盾するような現象が多く発見されるようになった。
最終的にはアンドレ・デュマとその弟子たちによる電気的性質を考慮しない一元論によって淘汰された。一元論は最終的には原子価説として確立された。

## 理論の誕生
1800年、イギリスのウィリアム・ニコルソンとアンソニー・カーライルによって水を電気分解することで水素と酸素が得られることが発見された。
ハンフリー・デービーはこの手法を他の物質にも応用した。
デービーはこの方法によってアルカリ金属やアルカリ土類金属の単体金属を単離することに成功した。
これらの結果からデービーは化合物中の原子を結び付けている力が電気力であることを提唱した。

## 理論の発展
イェンス・ベルセリウスも同じ時期に塩の水溶液の電気分解を研究していた。
ベルセリウスは電気分解により陽極と陰極に生成する生成物から、元素を陽性と陰性という電気的な極性で分類し、またその程度を序列として表した。
これは現在でいうイオン化傾向の概念に相当する。
またベルセリウスは元素同士の結合の強さや反応性は、元素の極性の強さ(電荷の大きさ)だけでなく、その分極のしやすさにもよるとした。
金属酸化物を硫黄で還元することを例にすると、硫黄は総合的には負電荷を帯びた陰性の元素であるが、金属より分極しやすい正電荷を持っている。
そのため硫黄は金属よりも効率的に酸素の負電荷と結合することができ、陰性元素にもかかわらず還元が起こるとした。
また酸化物についてもそれぞれの陽性や陰性を考え、これは酸化された元素のもともとの極性によって定まるとした。
例えば酸化カリウムは強い陽性元素であるカリウムに対応して陽性で、三酸化硫黄は陰性元素である硫黄に対応して陰性であるとした。
そして陽性の酸化物と陰性の酸化物は元素と同じように結合するとした。酸化カリウムと三酸化硫黄からは硫酸カリウムが得られる。
ベルセリウスは有機化合物については炭素や水素が陽性の複合体を形成し、それと陰性の酸素が結合して含酸素有機化合物ができると考えていた。
しかし、無機化合物の酸化物と異なり含酸素有機化合物の極性についてはその複合体の種類によって大きく変わり単純に定めることは不可能であるとした。
発酵や腐敗、燃焼などによって有機化合物が無機化合物に変換されていく過程は、その炭素や水素が本来の極性を取り戻す過程と考えられた。
これらの理論は1811年に初めて発表され、1819年にまとめられた形式で発表された。
ベルセリウスの理論は当時知られていた多くの化学反応を包括的に説明することが可能であった。
そこで当時の化学者の多くはこの考えを受け入れていった。

## エテリン説と根の説
1820年代に入ると有機化合物の系統的な研究が行なわれるようになった。
アンドレ・デュマはエタノールから得られる化合物について研究していた。
デュマはアンモニアと酸の反応との類推から、エタノールやその誘導体はC2H4((現在のエチレンに相当する))のような電気的に陽性な塩基と水などの電気的に陰性な酸との複合体と考えると都合が良いことに気が付いた。
ベルセリウスがC2H4の塩基をエテリンと命名したことから、この説をエテリン説という。
また、フリードリヒ・ヴェーラーとユストゥス・フォン・リービッヒは1832年に安息香酸誘導体の研究から、反応によって変化しないC7H5Oの部分が存在することに気がつき、これをベンゾイル根と命名した。
さらに翌年ロバート・ケインが、デュマが研究したのと同じエタノール誘導体にも反応によって変化しないC2H5の部分があることに気づき、これをリービッヒも翌年独立に発見しエチル根と命名した。
このように反応によって変化しない部分が有機化合物の内部に存在するという説を根の説という。
ベルセリウスは、炭素や水素が陽性の複合体を形成しているという自身の考えに基づき、根の説を支持した。
なおベンゾイル根については真の根はC7H5の部分でその酸化物がベンゾイル根と考えていた。

## 理論の破綻
ベルセリウスからエテリン説を否定されたデュマは自説の擁護のため、自身で研究していたハロゲン置換反応を応用することにした。
デュマはエタノールがエテリンと水の複合体であるなら、それぞれの水素の反応性が異なるはずであるからどちらかの水素が先に置換されるはずであると考えた。
デュマがエタノールを塩素と反応させたところ、得られてきたのはクロラールであった(1834年)。
この結果をデュマは、エタノール内の水の水素が塩素と反応して塩化水素として脱離し、エテリンの酸化物(デュマの説によれば酢酸エチル)が生成した後、エテリンの水素3つが塩素に置換された物質となったと解釈した。
この考え自身は酢酸エチルを塩素で処理してもクロラールが生成しないことから否定された。
しかし実験結果が示唆した、陽性であるはず炭素と水素の複合体に強い陰性元素である塩素が取り込まれるというのはベルセリウスには受け入れがたいものであった。
また、デュマの弟子オーギュスト・ローランはナフタレンのハロゲン置換について研究を行なっていた。
ベルセリウス自身が原子量の決定に用いていた同形律から、これらのハロゲン置換体がナフタレンとほとんど同じ構造を持つことを推定した。
ローランは1836年に分子の骨格部分(核)にある水素がハロゲンに置換されても物質の性質に影響をほとんど及ぼさないとする核の説を発表した。
さらにデュマは1839年に酢酸を塩素化してトリクロロ酢酸を得た。
酢酸とトリクロロ酢酸は同じようにカルボン酸としての性質を示したため、デュマもエテリン説とその母体となった電気化学的二元論を放棄した。
そしてデュマは一元論に基づく型の説を提唱した。
また1843年にはデュマの弟子がトリクロロ酢酸を還元して酢酸に戻すことに成功した。
これらの結果を受けてベルセリウスも自説を修正せざるを得なくなった。
ベルセリウスの修正は根を化合物の性質への影響の異なる接合子に分割するというものであった。
例えば酢酸であればCH3·1/2C2O3·1/2H2Oという形である。
C2O3はシュウ酸に相当しカルボン酸の酸性の性質を示す部分で、一方CH3はハロゲンで置換されても化合物の性質には大きな影響を及ぼさないとした。
このようにして陽性と陰性という単純な二元論の構造は崩壊し、また根の不変性についても放棄された。
1848年にベルセリウスが死去するとベルセリウスの説はヘルマン・コルベに引き継がれた。
しかし根の性質に電気的な極性が考慮されることはもはやなくなった。